# 布莎拉·阿萨德
布莎拉·阿萨德（Bushra al-Assad，1960年10月24日—）是叙利亚前总统哈菲兹·阿萨德的第一个孩子，也是唯一的女儿。也是前总统巴沙尔·阿萨德的姐姐。她的丈夫是阿塞夫·肖卡特，是前任副总参谋长和国防部副部长，2012年7月18日在针对国家安全总部的自杀式爆炸袭击中身亡。
据报道，她与她父亲的关系很好，并且她还指证他叔叔里法特·阿萨德对于他父亲的背叛。
1982年她毕业于大马士革大学的药剂学专业。大学时的好友布赛娜·沙班也在叙利亚政府中任职（她于2002到2008年任侨民部部长，叙利亚总统的政治和媒体顾问）。有报道称是沙班介绍她与当时比她大10岁的军官阿瑟夫·沙乌卡特认识的。尽管遭到家人的反对，但是两人于1995年早期最终私奔并结婚。
自从他弟弟巴塞勒·阿萨德死于1994年的车祸后，她就在政治中增强了影响力。报道说她在叙利亚制药工业领域发挥着重要作用。也是得益于她的努力，使得她丈夫在军队和政治上的权力不断得到增强。到了1990年代后期，她丈夫已经成为军事情报部门的重要主管。
也有报道指出她与巴沙尔·阿萨德的妻子，即第一夫人阿斯玛·阿萨德存在一些矛盾和紧张关系。自从阿斯玛于2000年成为第一夫人后，阿斯玛就频繁出席一些社会活动并被媒体广泛报道，而据报道称布舒拉并不赞成阿斯玛参加公共活动。